# 即墨郡
即墨郡，中国秦朝时的郡。
《汉书·地理志》称秦朝在即墨设置胶东郡，秦封泥中有“即墨太守”之称。即墨郡的地望大致与胶东郡相似，治所在即墨县（今山东省平度市东南）。下辖即墨县、昌阳县（今山东省莱阳市）、夜县（今山东省莱州市）、黄县（今山东省龙口市）、腄县（今山东省烟台市福山区）、东牟县（今山东省烟台市牟平区）、昌武县、临朐县。